# Alistair Johnston
Alistair William Johnston (Vancouver, 8 oktober 1998) is een Canadees voetballer die bij voorkeur als rechtsback speelt. Hij verruilde CF Montréal in de zomer van 2023 voor Celtic. Johnston maakte in 2021 zijn debuut als international van het Canadees voetbalelftal.

## Clubcarrière

### Jeugd
Johnston werd geboren in Vancouver als zoon van een Canadese vader en een Noord-Ierse moeder. Op zijn vierde verhuisde zijn familie naar Montreal, waar hij begon met voetballen bij Lakeshore SC. Drie jaar later verhuisde zijn gezin opnieuw, ditmaal naar Aurora. 

### Nashville
Op 9 januari 2020 werd Johnston gekozen door Nashville SC in de MLS SuperDraft van 2020. Op 25 februari tekende hij officieel bij de club. Door de uitbraak van de coronapandemie, waarbij Nashville zich terugtrok uit het MLS is Back Tournament wegens een uitbraak binnen het team, werd zijn debuut uitgesteld tot 12 augustus tegen FC Dallas, waar hij als invaller in het veld kwam. Vier dagen later stond hij voor het eerst in de basis, eveneens tegen Dallas. Hij hielp de club de playoffs te bereiken in hun debuutseizoen, waarin hij achttien keer in actie kwam.
Op 22 september 2021 scoorde Johnston zijn eerste MLS-doelpunt in een 5-1 overwinning op Inter Miami. In december 2021 verlengde Nashville zijn contract tot het einde van 2022.

### CF Montreal
Op 23 december 2021 nam CF Montréal Johnston over van Nashville voor een bedrag van één miljoen dollar aan toewijzingsgeld, waarbij Nashville ook een doorverkooppercentage bemachtigde. Hij tekende een contract tot het einde van 2023, met een optie voor nog één of twee seizoenen. Hij maakte zijn debuut voor Montreal op 23 februari, als invaller tegen Liga MX-club Santos Laguna in de return van de CONCACAF Champions League. Johnston scoorde zijn eerste doelpunt voor Montreal op 14 mei, het tweede doelpunt in een 2-0 overwinning tegen Charlotte FC.

### Celtic
In december 2022 tekende Johnston voor vijf seizoenen bij de Schotse Premier League-club Celtic. Johnston verklaarde op een persconferentie dat voormalig Celtic en huidige Montréal-middenvelder Victor Wanyama een grote invloed had op zijn beslissing naar Schotland te verkassen.
Johnston maakte op 2 januari zijn debuut voor Celtic, als basisspeler tegen rivaal Rangers, en speelde de hele wedstrijd in een uitwedstrijd met 2-2 gelijkspel. Een paar dagen later maakte hij zijn thuisdebuut, opnieuw als starter in een 2-0 overwinning tegen Kilmarnock. Op 5 maart 2023 scoorde Johnston zijn eerste doelpunt voor Celtic in een 5-1 uitoverwinning tegen St Mirren. Johnston beëindigde zijn eerste seizoen bij Celtic Park nadat hij hen had geholpen aan een nationale triple, door de Premiership, de League Cup en de Scottish Cup te winnen.
Op 22 november 2024 tekende Johnston een nieuw vijfjarig contract bij Celtic, waardoor hij tot 2029 bij de club bleef.

## Clubstatistieken
| Seizoen | Club         | Competitie     | Competitie | Competitie | Beker | Beker | Overig | Overig | Totaal | Totaal |
| Seizoen | Club         | Competitie     | Wed.       | Dlp.       | Wed.  | Dlp.  | Dlp.   | Dlp.   | Wed.   | Dlp.   |
| ------- | ------------ | -------------- | ---------- | ---------- | ----- | ----- | ------ | ------ | ------ | ------ |
| 2020    | Nashville SC | MLS            | 21         | 0          | 0     | 0     | –      | –      | 21     | 0      |
| 2021    | CF Montréal  | MLS            | 28         | 1          | 0     | 0     | –      | –      | 28     | 1      |
| 2022    | CF Montréal  | MLS            | 35         | 4          | 1     | 0     | 3      | 0      | 39     | 4      |
| 2022/23 | Celtic       | Premier League | 14         | 1          | 6     | 0     | –      | –      | 20     | 1      |
| 2023/24 | Celtic       | Premier League | 32         | 1          | 4     | 0     | 6      | 0      | 42     | 1      |
| 2024/25 | Celtic       | Premier League | 32         | 4          | 6     | 0     | 10     | 0      | 48     | 4      |
| Totaal  | Totaal       | Totaal         | 37         | 0          | 4     | 0     | 0      | 0      | 41     | 0      |

Bijgewerkt t/m 21 mei 2025.

## Internationale carrière
Johnston accepteerde in januari 2021 een uitnodiging voor het trainingskamp van het Canada. Hij maakte zijn debuut voor Canada op 25 maart 2021, als invaller in de 69'ste minuut tegen Bermuda in de eerste ronde van de WK-kwalificatie. In zijn tweede interland scoorde hij zijn eerste doelpunt voor zijn land, een 11-0 overwinning tegen de Kaaimaneilanden, wat de grootste overwinning in de geschiedenis van het team werd. In juni 2021 werd Johnston benoemd tot de voorlopige selectie van 60 man voor de CONCACAF Gold Cup van 2021, en op 1 juli werd hij benoemd tot de definitieve selectie.
In november 2022 werd Johnston opgeroepen voor de Canadese selectie voor het WK 2022, waar hij in alle wedstrijden speelde. In juni 2023 werd hij opgenomen in de Canadese selectie van 23 spelers voor de CONCACAF Nations League-finale van 2023.
In juni 2024 werd Johnston opgenomen in de Canadese selectie voor de Copa América 2024. Na afloop van de competitie werd hij opgenomen in het Team van het Toernooi, als enige niet-Zuid-Amerikaanse speler.